# Асіла
Асіла (араб. أصيلة) — місто в Марокко, в області Танжер-Тетуан.

## Навза
- Асіла
- Асілах
- Арзіла (порт. Arzila) — португальська назва.

## Історія
Перші поселення на місці сучасного міста виникли 1500 року до нашої ери. Місто було колонією Фінікії. За часів Римської імперії в тому районі було карфагенське місто Зіліс.
24 серпня 1471 року Асілу захопили португальські війська Афонсу V. Португальці укріпили місто, збудували фортецю. А за кілька років місто перетворилось на важливий торговий центр.